# Costești (Rîșcani)
Costești (AFI: [kosˈteʃtʲ]) es una ciudad moldava localizada en el distrito (Raión) de Rîșcani. Según el censo del año 2004, la ciudad tenía una población de 4.109 habitantes. Tiene un área total de 85 hm². Según los resultados de las elecciones en el 2011, la ciudad tiene como alcalde a Ivan Pleșca. En las cercanías de esta ciudad se localiza una de las dos centrales hidroeléctricas que tiene Moldavia.

## Demografía
La ciudad está conformada por las siguientes localidades (población 2004):
- Costești (2.247 habitantes)
- Dămășcani (361 habitantes)
- Duruitoarea (379 habitantes)
- Păscăuți (950 habitantes)
- Proscureni (172 habitantes)